# Dalbergia catingicola
Dalbergia catingicola är en ärtväxtart som beskrevs av Hermann August Theodor Harms. Dalbergia catingicola ingår i släktet Dalbergia, och familjen ärtväxter. Inga underarter finns listade i Catalogue of Life.